# Erytromycine
Erytromycine is een antibioticum behorend tot de groep der macroliden. Het heeft een breed werkingsspectrum tegen vele gram-positieve microorganismen en wordt gebruikt bij de behandeling van luchtweginfecties, met name bij mensen die overgevoelig zijn voor penicillines. Daarnaast kunnen atypische pneumonieën, huidinfecties en Campylobacter gastro-enteritis met erytromycine behandeld worden. Een bijwerking van erytromycine is versterking van de maagdarmmotiliteit, die gebruikt kan worden om de maagontlediging te bevorderen, bij gastroparese.
Een nadeel is dat deze maaglediging vrij vaak de verkeerde kant op gaat (overgeven), een ander nadeel is dat het middel driemaal daags moet worden gegeven. Andere macroliden, azithromycine, clarithromycine hebben deze nadelen veel minder.
De stof is opgenomen in de lijst van essentiële geneesmiddelen van de WHO.

## Interacties
Erytromycine is een matig sterke remmer van CYP1A2 en CYP3A4 en is substraat voor CYP3A4. Het is risicovol in een combinatie met geneesmiddelen die voornamelijk door CYP3A4 worden gemetaboliseerd en die een nauwe therapeutische breedte hebben.

## Sterk verhoogde kans op infantiele hypertrofische pylorische stenose
In een groot Deens retrospectief onderzoek bleek het middel gevaarlijk in de baarmoeder en vooral de eerste 13 dagen na de geboorte. Het gaf een sterk verhoogd risico op infantiele hypertrofische pylorische stenose.